# Flinders Island Airport
Flinders Island Airport är en flygplats i Australien. Den ligger i kommunen Flinders och delstaten Tasmanien, i den sydöstra delen av landet, omkring 310 kilometer norr om delstatshuvudstaden Hobart. Den ligger på ön Flinders Island.
Trakten runt Flinders Island Airport är nära nog obefolkad, med mindre än två invånare per kvadratkilometer.. Närmaste större samhälle är Whitemark, nära Flinders Island Airport. 
Trakten runt Flinders Island Airport består till största delen av jordbruksmark. Genomsnittlig årsnederbörd är 758 millimeter. Den regnigaste månaden är juli, med i genomsnitt 86 mm nederbörd, och den torraste är januari, med 30 mm nederbörd.